# R136a1

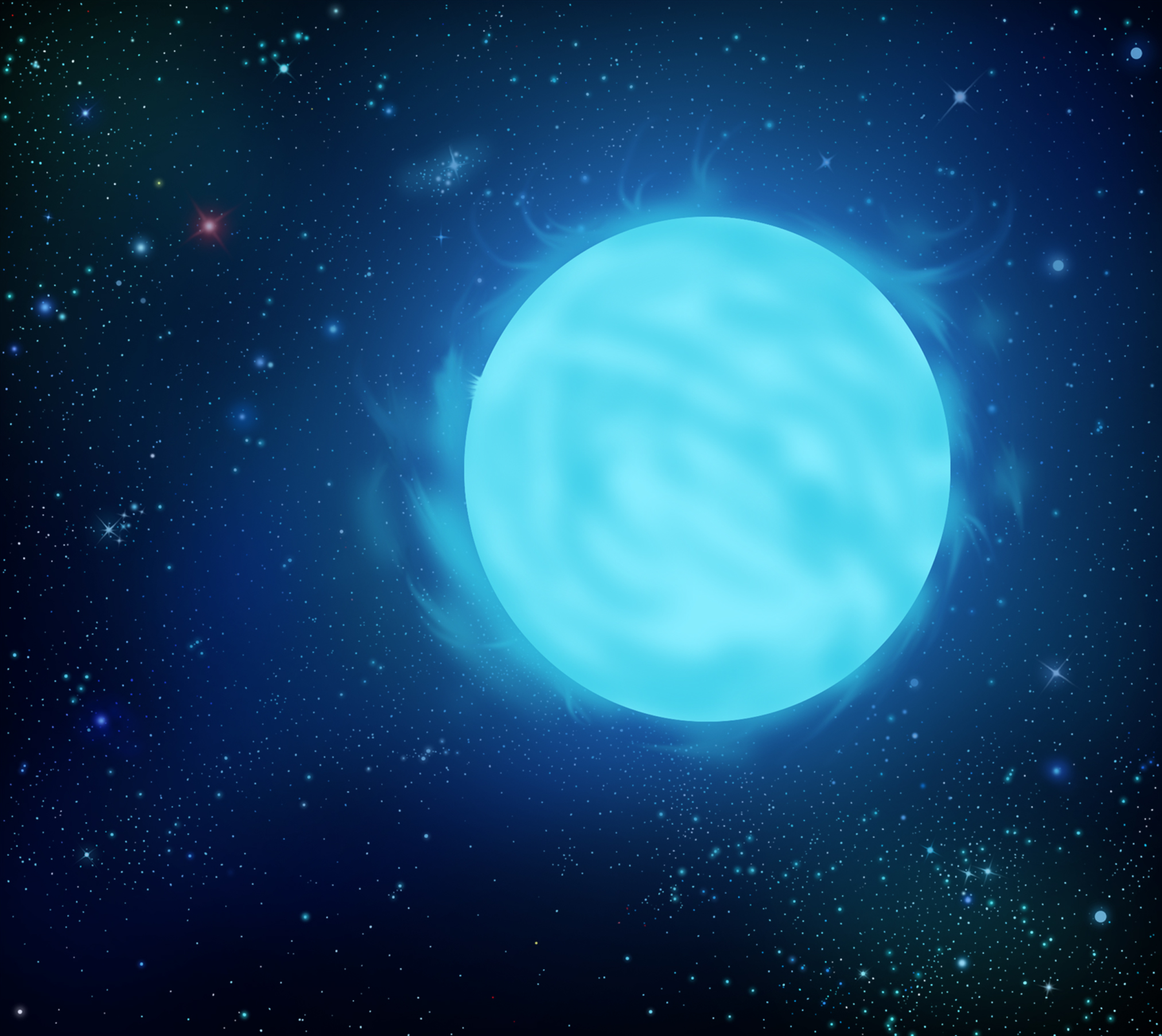
R136a1 (künstlerische Darstellung)

R136a1 ist der hellste und massereichste aller als stabil bekannten Sterne. Er befindet sich im Supersternhaufen R136 nahe dem Zentrum des 30-Doradus-Komplexes (dem Tarantelnebel bzw. NGC 2070) in der Großen Magellanschen Wolke. Der Wolf-Rayet-Stern ist Teil eines ganzen Clusters von jungen, massereichen Riesensternen; die Sternendichte ist dort 100.000 Mal höher als in der Nachbarschaft unserer Sonne. R136a1 ist etwa 1 Million Jahre alt und besitzt einen ca. 35-fachen Sonnendurchmesser. Seine Masse wurde bis 2022 als rund {\displaystyle 265_{-35}^{+80}} Sonnenmassen angegeben.
Optische Untersuchungen am Gemini-Observatorium ergaben im Jahr 2022 eine geringere Abschätzung von 150–200 Sonnenmassen. Auch damit bleibt R136a1 der massereichste bekannte Stern.
Zuvor wurde vermutet, dass er ursprünglich rund 320 mal so schwer wie die Sonne war, aufgrund seiner enormen Strahlungsleistung – er strahlt zehn Millionen Mal heller als die Sonne – jedoch inzwischen über Sternwind entsprechend Materie verloren hat. Befände er sich in unserem Sonnensystem, würde er die Leuchtkraft der Sonne fast in dem Maße übertreffen, wie die Sonne den Mond überstrahlt. R136a1 hat eine Oberflächentemperatur von mehr als 40.000 Grad Celsius und ist damit etwa sieben Mal heißer als unsere Sonne. Die Entfernung des Sternes von der Erde beträgt circa 160.000 bis 165.000 Lichtjahre.

## Entdeckungsgeschichte
R136a1 wurde in den 1980er Jahren entdeckt. Zuvor war das Zentrum des Sternhaufens als R136a bekannt; es gab einerseits Untersuchungen, welche von einem Einzelstern von mehreren tausend Sonnenmassen ausgingen, während andere einen sehr dichten Cluster von Sternen vermuteten. Schließlich konnte letztere Hypothese bestätigt und R136a in einzelne Komponenten aufgelöst werden, wobei die hellste die Bezeichnung R136a1 erhielt. Im Jahr 2010 veröffentlichte ein Astronomenteam um Paul Crowther eine neuerliche Analyse, in der verschiedene spektroskopische Archivdaten kombiniert wurden. Dabei wurden insbesondere Daten von VLT/SINFONI aus dem Jahr 2005 genutzt, die es im nahen IR erstmals ermöglichten, das Licht der Sterne von R136a spektroskopisch sauber zu trennen. Der Vergleich der Beobachtungen mit Sternentwicklungsmodellen lässt auf eine Masse von {\displaystyle 265_{-35}^{+80}} Sonnenmassen schließen, womit R136a1 der massereichste als stabil bekannte Stern ist. Es kann noch nicht ausgeschlossen werden, dass es sich bei R136a1 um zwei dicht beieinanderstehende Sterne handelt, wobei der kleinere Stern jedoch dann erheblich kleiner wäre (Crowther selbst begrenzt einen vielleicht noch nicht erkannten Partnerstern auf höchstens etwa 20 Sonnenmassen).

## Implikationen für die Stellarphysik
Bereits vor Auffindung dieses Sternes wurde von verschiedenen Forschern gemutmaßt, dass die bis vor kurzem anerkannte Massenobergrenze für Sterne in Höhe von 150 Sonnenmassen zu tief gegriffen war. Obwohl nicht ausgeschlossen werden kann, dass es sich bei R136a1 nicht um ein Einzelobjekt, sondern um zwei dicht beieinanderstehende Sterne handelt, wären in den meisten Szenarien auch dann noch Massen oberhalb 150 Sonnenmassen notwendig. Die für R136a1 modellierte Masse ist somit ein Indiz, welches der früher angenommenen Massengrenze entgegensteht. Aufgrund ihrer hohen Masse haben solche Sterne eine sehr hohe Fusionsrate in ihrem Kern; das heißt, in einem deutlich größeren Bereich des Sternes wird Materie in Energie umgewandelt, welche der Theorie nach durch Strahlung („Wegpusten“ der Materie) jede weitere Massenzunahme verhindern müsste. Daher ist es für die Astronomen lange Zeit ein Rätsel gewesen, wie R136a1 und andere Hyperriesen so schwer werden konnten. Neueste N-Körper-Computersimulationen legen jedoch nahe, dass solche Riesen durch Verschmelzungsprozesse mehrerer Sterne in jungen Sternhaufen entstehen und so die gegenwärtige Theorie der Sternentstehung und Sternentwicklung nach wie vor Gültigkeit hat und nicht modifiziert werden muss.